# Championnat du Brésil de football de deuxième division 2024
Navigation
Série B 2023 Série B 2025
La saison 2024 de Série B est la 43e édition de du championnat du Brésil de football de deuxième division, qui constitue le deuxième échelon national du football brésilien et oppose vingt clubs professionnels, à savoir les douze clubs ayant terminé entre la 5e et la 16e place lors de la Série B 2023, ainsi que quatre clubs relégués de Série A 2023 et quatre clubs promus de Série C.

## Participants
| Club                       | Ville          | Stade                 | Entraîneur        | Clt 2023 |
| -------------------------- | -------------- | --------------------- | ----------------- | -------- |
| Santos                     | Santos         | Vila Belmiro          | Fábio Carille     | 17e (A)  |
| Goiás                      | Goiânia        | Serrinha              | Vágner Mancini    | 18e (A)  |
| Coritiba                   | Curitiba       | Couto Pereira         | Jorginho          | 19e (A)  |
| América Mineiro            | Belo Horizonte | Independência         | Lisca             | 20e (A)  |
| Novorizontino              | Novo Horizonte | Jorge Ismael de Biasi | Eduardo Baptista  | 5e       |
| Mirassol                   | Mirassol       | Campos Maia           | Mozart            | 6e       |
| Sport Recife               | Recife         | Ilha do Retiro        | Pepa              | 7e       |
| Vila Nova                  | Goiânia        | OBA                   | Thiago Carvalho   | 8e       |
| CRB                        | Maceió         | Rei Pelé              | Hélio dos Anjos   | 9e       |
| Guarani                    | Campinas       | Brinco de Ouro        | Allan Aal         | 10e      |
| Ceará                      | Fortaleza      | Castelão              | Léo Condé         | 11e      |
| Botafogo de Ribeirão Preto | Ribeirão Preto | Estádio Santa Cruz    | Márcio Zanardi    | 12e      |
| Avaí                       | Florianópolis  | Ressacada             | Enderson Moreira  | 13e      |
| Ituano                     | Itu            | Novelli Júnior        | Alberto Valentim  | 14e      |
| Ponte Preta                | Campinas       | Moisés Lucarelli      | Nelsinho Baptista | 15e      |
| Chapecoense                | Chapecó        | Arena Condá           | Gilmar Dal Pozzo  | 16e      |
| Amazonas                   | Manaus         | Carlos Zamith         | Rafael Lacerda    | 1er (C)  |
| Brusque                    | Brusque        | Augusto-Bauer         | Marcelo Cabo      | 2e (C)   |
| Paysandu                   | Belém          | Curuzu                | Márcio Fernandes  | 3e (C)   |
| Operário de Ponta Grossa   | Ponta Grossa   | Germano Krüger        | Rafael Guanaes    | 4e (C)   |

## Compétition

### Règlement
L'article 12 du chapitre III du règlement général des compétitions de la CBF définit la distribution des points tel que suit :
- 3 points en cas de victoire
- 1 point en cas de match nul
- 0 point en cas de défaite

En cas d'égalité, l'article 9 du chapitre IV du règlement spécifique à la Série B de la CBF départage les équipes selon les critères suivants dans cet ordre :
- Nombre de matchs gagnés
- Différence de buts générale
- Nombre de buts marqués
- Confrontations directes : Le match aller et le match retour sont alors considérés comme un seul et unique match de 180 minutes. En cas d'égalité sur l'ensemble de ces deux matches, il n'est pas donné d'avantage au plus grand nombre de buts marqués à l'extérieur et on procède alors à l'examen des critères suivants.
- Nombre de cartons rouges reçus
- Nombre de cartons jaunes reçus
- Tirage au sort

### Classement
| Rang | Équipe            | Pts | J  | G  | N  | P  | Bp | Bc | Diff |
| ---- | ----------------- | --- | -- | -- | -- | -- | -- | -- | ---- |
| 1    | Santos R          | 68  | 38 | 20 | 8  | 10 | 57 | 32 | +25  |
| 2    | Mirassol          | 67  | 38 | 19 | 10 | 9  | 42 | 26 | +16  |
| 3    | Sport Recife      | 66  | 38 | 19 | 9  | 10 | 57 | 37 | +20  |
| 4    | Ceará             | 64  | 38 | 19 | 7  | 12 | 59 | 41 | +18  |
| 5    | Novorizontino     | 64  | 38 | 18 | 10 | 10 | 43 | 31 | +12  |
| 6    | Goiás R           | 63  | 38 | 18 | 9  | 11 | 56 | 32 | +24  |
| 7    | Operário-PG P     | 58  | 38 | 16 | 10 | 12 | 34 | 32 | +2   |
| 8    | América Mineiro R | 58  | 38 | 15 | 13 | 10 | 50 | 35 | +15  |
| 9    | Vila Nova         | 55  | 38 | 16 | 7  | 15 | 42 | 54 | -12  |
| 10   | Avaí              | 53  | 38 | 14 | 11 | 13 | 34 | 32 | +2   |
| 11   | Amazonas P        | 52  | 38 | 14 | 10 | 14 | 31 | 37 | -6   |
| 12   | Coritiba R        | 50  | 38 | 14 | 8  | 16 | 41 | 44 | -3   |
| 13   | Paysandu P        | 50  | 38 | 12 | 14 | 12 | 41 | 43 | -2   |
| 14   | Botafogo-RP       | 45  | 38 | 11 | 12 | 15 | 36 | 51 | -15  |
| 15   | Chapecoense       | 44  | 38 | 11 | 11 | 16 | 34 | 45 | -11  |
| 16   | CRB               | 43  | 38 | 11 | 10 | 17 | 38 | 45 | -7   |
| 17   | Ponte Preta       | 38  | 38 | 10 | 8  | 20 | 37 | 55 | -18  |
| 18   | Ituano            | 37  | 38 | 11 | 4  | 23 | 43 | 63 | -20  |
| 19   | Brusque P         | 36  | 38 | 8  | 12 | 18 | 24 | 44 | -20  |
| 20   | Guarani           | 33  | 38 | 8  | 9  | 21 | 33 | 53 | -20  |

| Légende : Qualifications et relégations | Légende : Qualifications et relégations                     |
| --------------------------------------- | ----------------------------------------------------------- |
|                                         | 1er, 2e, 3e et 4e du championnat : Promotion en Série A     |
|                                         | 17e, 18e, 19e et 20e du championnat : Relégation en Série C |
|                                         | R : Relégué de Série A P : Promu de Série C                 |

## Bilan de la saison
| Championnat du Brésil de football de deuxième division 2024 |                     |
| Champion                                                    | Santos (1er titre)  |
| Promotions et relégations                                   |                     |
| Promus en Championnat du Brésil de football 2025            | Santos              |
| Promus en Championnat du Brésil de football 2025            | Mirassol            |
| Promus en Championnat du Brésil de football 2025            | Sport Recife        |
| Promus en Championnat du Brésil de football 2025            | Ceará               |
| Relégués en Championnat du Brésil de football D2 2025       | Atlético Paranaense |
| Relégués en Championnat du Brésil de football D2 2025       | Criciúma            |
| Relégués en Championnat du Brésil de football D2 2025       | Atlético Goianiense |
| Relégués en Championnat du Brésil de football D2 2025       | Cuiabá              |
| Promus en Championnat du Brésil de football D2 2025         | Volta Redonda       |
| Promus en Championnat du Brésil de football D2 2025         | Athletic Club       |
| Promus en Championnat du Brésil de football D2 2025         | Ferroviária         |
| Promus en Championnat du Brésil de football D2 2025         | Remo                |
| Relégués en Championnat du Brésil de football D3 2025       | Ponte Preta         |
| Relégués en Championnat du Brésil de football D3 2025       | Ituano              |
| Relégués en Championnat du Brésil de football D3 2025       | Brusque             |
| Relégués en Championnat du Brésil de football D3 2025       | Guarani             |